# 霍普施泰滕
霍普施泰滕是德国莱茵兰-普法尔茨州的一个市镇。总面积6.24平方公里，总人口293人，其中男性159人，女性134人（2011年12月31日），人口密度47人/平方公里。